# فرانتس کوگلر
فرانتس کوگلر (آلمانی: Franz Xaver Kugler; ۲۷ نوامبر ۱۸۶۲ – ۲۵ ژانویهٔ ۱۹۲۹) یک ریاضی‌دان، و شیمی‌دان اهل آلمان بود.
او دکترای شیمی را در سال ۱۸۸۵ کسب ک رد و سپس در سن ۳۵ سالگی به عنوان استاد ریاضیات در دانشکدهٔ Ignatius-کالج در والکنبورگ هلند مشغول به کار شد.